# Sófia Golóvkina
Sófia Golóvkina   (Moscou, 30 de setembre de 1915 (Julià) - Moscou, 17 de febrer de 2004) va ser una ballarina, coreògrafa i professora de ballet russa. Llicenciada a l'Acadèmia Estatal de Coreografia de Moscou el 1933, va ser la ballarina principal del Ballet Bolxoi fins al 1959. El 1960 va passar a ser directora de l'Escola de Ballets de Moscou Bolshoi. Per la seva tasca, Golovkina va ser guardonada amb l'Ordre de Mèrit de Rússia, Artista Popular de la República Socialista Federativa Soviètica Russa i l Ordre de la Bandeja Roja del Treball. Va morir el 2004 a Moscou.

## Biografia
Nascuda a Moscou, Golóvkina es va formar amb Alexander Chekrygin a l'Escola de Ballet Bolshoi, unint-se al ballet quan tenia 17 anys. Allà va ballar els protagonistes de les principals obres clàssiques, com El llac dels cignes, Raymonda, La bella dormint i El Quixot. També va crear papers com el Tsar-Maiden d'Aleksandr Alekséievitx Gorski, El cavallet geperut i Zarema i de Rostislav Zakharov La font de Bakhchisaray (música de Borís Assàfiev). El 1943, va ballar Nikiya a La Bayadère de Gorsky i el 1947 va actuar a les Flames de París de Vasili Vainonencom, Mireille de Poitiers en una obra destinada a demostrar que la revolució russa tenia un context més internacional. La seva dansa es caracteritzava per un flamant virtuosisme que s'adaptava bé als seus papers patriòtics durant l'època soviètica.
Després de retirar-se dels escenaris el 1959, es va convertir en directora de l'escola de ballet des de 1960, on va obtenir un èxit considerable amb els seus estudiants, especialment Natalia Bessmertnova. Malgrat la impopularitat derivada del seu enfocament sever, va dirigir l'escola durant 41 anys, convertint-se finalment en el seu rector. Seguint els passos de Gorsky i adoptant el mètode desenvolupat per Agrippina Vagànova, va contribuir a desenvolupaments importants en l'estil i el repertori de Teatre Bolxoi, mentre va dirigir produccions per als seus estudiants, com Coppélia (1977) i La Fille mal gardée (1979).
Malgrat considerables dificultats financeres després del final de l'època soviètica, Golóvkina va aconseguir atreure nous estudiants i va establir una escola Bolxoi a Tòquio, (Japó), així com una escola d'estiu a Vail, Colorado, Estats Units.
 Golóvkina també va participar com a jutge del prestigiós Premi Benois de la Danse.

## Premis
- Entre els seus nombrosos premis, Golóvkina va rebre l'Artista Popular de la República Socialista Federativa Soviètica Russa (1962), l'Ordre de la Bandeja Roja del Treball (1971) i l'Orde del Mèrit rus (1995).[3]